# ДОС-2
ДОС-2 е името на модул от руската космическа програма Салют. На 29 юли 1972 г. с ракета-носител Протон е изстреляна ДОС-2. Поради провал във втората степен на ракетата космическата станция не успява да достигне орбита. Вместо това тя пада в Тихия океан. Станцията, която при успешно достигане на орбита би получила името „Салют-2“ е структурно идентична с изстреляната по-рано Салют-1, тъй като е резервна на същата. Четири екипажа са се подготвяли за екипаж на станцията:
- Алексей Леонов и Валерий Кубасов
- Василий Лазарев и Олег Макаров
- Алексей Губарев и Георгий Гречко
- Пьотър Климук и Виталий Севастянов

„Салют-1“ е посещавана от два тричленни екипажа (Союз 10 и Союз-11). След катастрофата със „Союз 11“, космическия кораб „Союз 7КТ-ОК“ е преработен (модел „Союз 7К-Т“) и екипажите стават двучленни. След свалянето на станцията от орбита екипажите са прехвърлени за подготовка за полет на станцията ДОС-3.